# ジヒドロジピコリン酸レダクターゼ
ジヒドロジピコリン酸レダクターゼ（dihydrodipicolinate reductase）は、リシン生合成酵素の一つで、次の化学反応を触媒する酸化還元酵素である。
反応式の通り、この酵素の基質は(S)-2,3,4,5-テトラヒドロピリジン-2,6-ジカルボン酸とNAD+（またはNADP+）、生成物は2,3-ジヒドロジピコリン酸とNADH（またはNADPH）とH+である。
組織名は(S)-2,3,4,5-tetrahydropyridine-2,6-dicarboxylate:NAD(P)+ oxidoreductaseで、別名にdihydrodipicolinic acid reductase, 2,3,4,5-tetrahydrodipicolinate:NAD(P)+ oxidoreductaseがある。